# Fernando di Castiglia e Mendoza, conte di Marin
Fernando di Castiglia e Mendoza, conte di Marin (Alcalá de Henares, 30 gennaio 1500 – La Palma, 10 febbraio 1574) è stato un nobile spagnolo, principe e conte del Sacro Romano Impero.

## Biografia
Fernando di Castiglia e Mendoza nasce ad Alcalá de Henares il 30 gennaio 1500, figlio di Pedro di Castiglia e Portogallo e della seconda moglie, Giovanna di Mendoza.
Nipote di Enrico IV di Castiglia e Giovanna del Portogallo e bisnipote di Edoardo del Portogallo ed Eleonora d'Aragona, viene creato conte del Sacro Romano Impero il 19 giugno 1520 da Carlo V e gli vengono conferiti i trattamenti di altezza reale e altezza illustrissima.
È stato inoltre reggente dell'isola de La Palma dal 1534, iniziando la linea dei Castiglia anche nelle Canarie.
Si sposò tre volte. Il primo matrimonio fu nel 1518 con la sorella del reggente di La Palma, Beatriz Pallares e Riquelme, dalla quale ebbe due figli: Pedro e Maria di Castiglia e Pallares.
Si sposò in seconde nozze con Maria Luisa di Lugo, la quale non gli diede figli. Il terzo matrimonio invece lo contrasse con Maria di Castañeda, vedova di Fernando di Llerena e figlia di Pablo Gallegos, conquistatore di La Palma e Francesca di Castañeda. Ebbero cinque figli: Maria, Giovanni, Luigi, Anna e Alfonso di Castiglia e Castañeda.

## Discendenza
Il figlio Pedro di Castiglia e Pallares, secondo conte di Marin, continuò la discendenza dei conti di Marin che, con il matrimonio di Juan Carlos di Marin e Terranova, sesto conte di Marin e la marchesa Maria Elena di Lesina, si spostò in Italia. Essendo Maria Elena di Lesina l'unica figlia del marchese Rodolfo di Lesina, il titolo nobiliare è stato acquisito dal figlio primogenito di costei, Edoardo Marin, e ciò ha fatto sì che, dal 1625, i Conti di Marin portassero anche il titolo di marchesi di Lesina. Inoltre i conti di Marin hanno anche il diritto al titolo di principi essendo la nobile casata una famiglia principesca del Sacro Romano Impero.